# Narborough Road (Leicester)

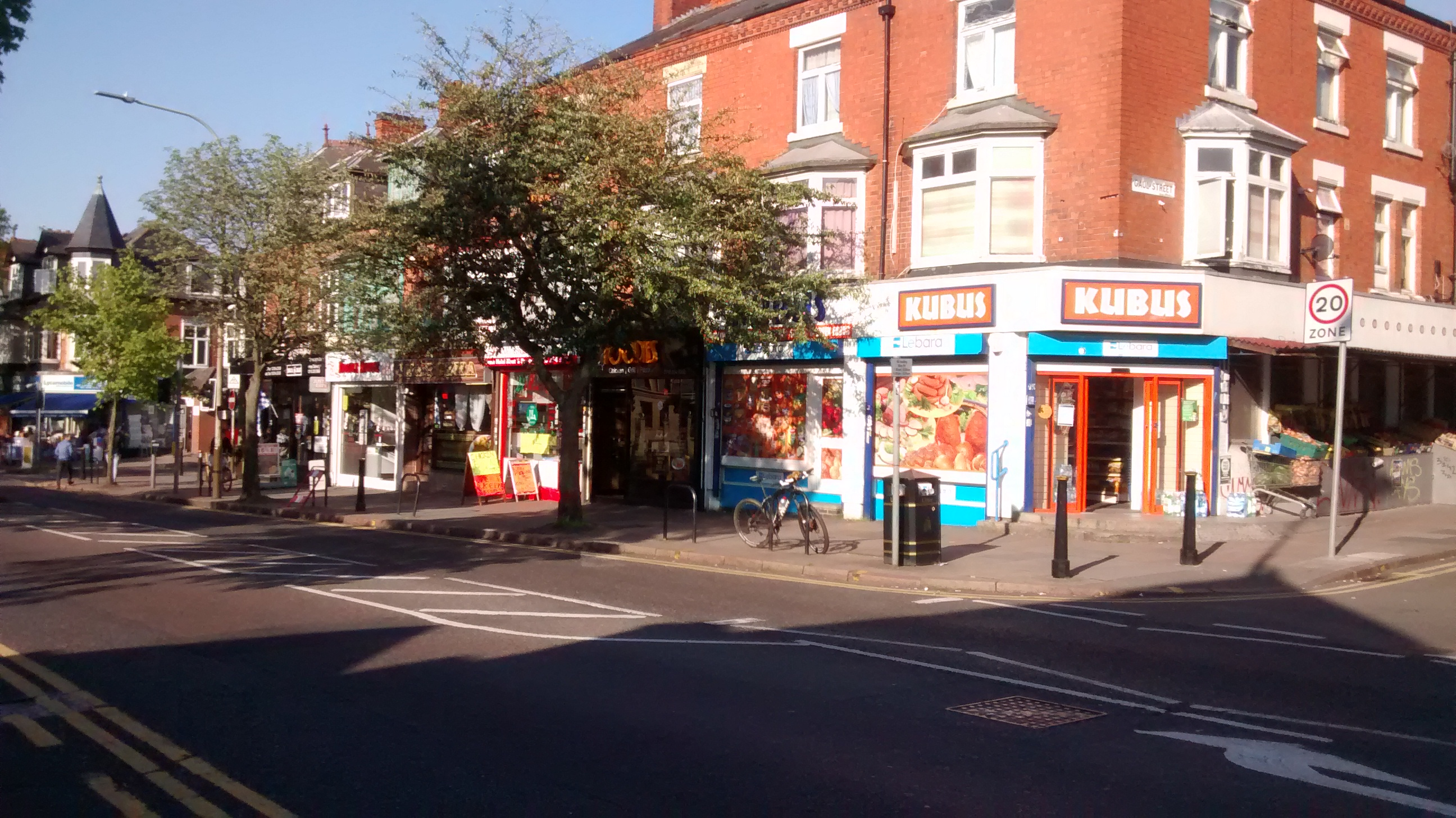
Ulica Narborough (maj 2016)

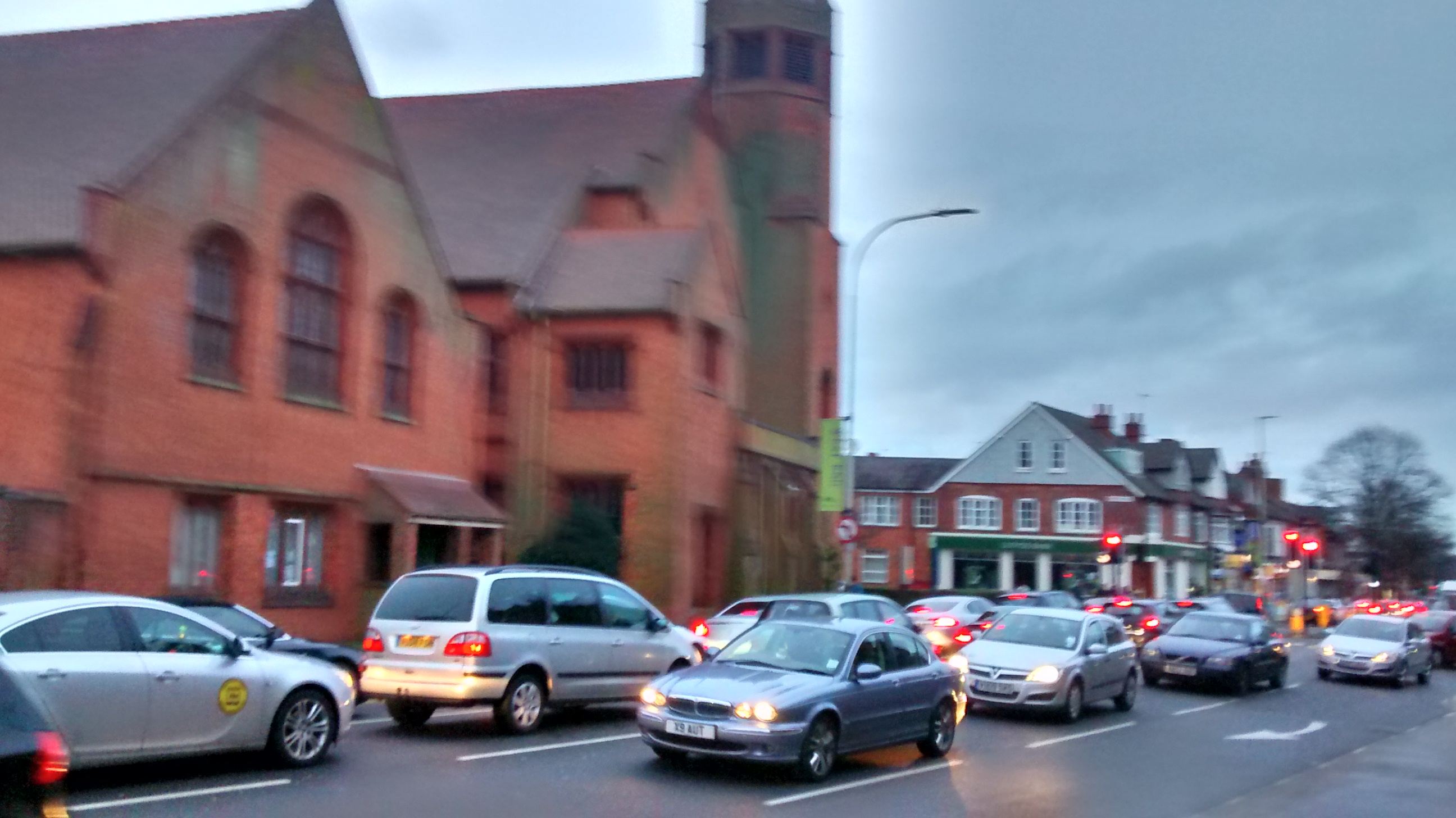
Leicester - Narborough Road

Narborough Road – jedna z głównych ulic w Leicesterze w Wielkiej Brytanii o długości 3 km. Ulica położona w południowej części miasta w dzielnicy Westcotes. Ciągnie się z części północnej od skrzyżowania ulic Tudor Road, King Richard Road, St. Augustine Road do Braunstone Line na południu.
Ulica znana przede wszystkim z różnorodności etnicznej oraz handlu, gdzie znajdują się sklepy, z produktami spożywczymi i przemysłowymi pochodzące z Wielkiej Brytanii, Polski, Litwy, Łotwy, Czech, Bułgarii, Rumunii, Afganistanu, Tanzanii, Zimbabwe, Turcji, Zambii, Ugandy, Somalii, Kenii, Turcji, Jamajki, Sri Lanki, Indii, Iranu, Iraku, Kurdystanu, Tajlandii, Malawi, Kanady, Chin.

## Komunikacja
Ulica Narborough Road jest dobrze skomunikowana z centrum miasta, dzielnicami miasta oraz z przyległymi miejscowościami.
W latach 1874–1949 ulicą kursowały linie tramwajowe.